# 塩田耕一
塩田 耕一（しおだ こういち、1945年9月23日 - ）は、フリーアナウンサー、元秋田テレビのアナウンサー、元報道制作局次長兼制作一部アナウンサー担当部長。
北海道小樽市出身。日本大学卒業後、1969年の秋田テレビ開局と同時に入社。大学時代に土居まさるに出会い、誉められたのをきっかけにアナウンサーの道へと進む。
秋田テレビが誇る長寿番組である、「クボタ民謡お国めぐり」の司会を2005年3月までの11年間、また報道では夕方のローカルワイドニュース「テレポートあきた」のメインキャスターを1978年4月の放送開始から1989年3月の放送終了までの11年間に渡って務めた。
2005年9月23日で還暦を迎えた後も定時ニュース等を担当したが、2006年9月30日をもって退職した。 秋田テレビのアナウンサーは中途退職・異動が多いため、定年退職は初である。

## 担当していた番組
- FNSスーパースペシャルテレビ夢列島（FNS27時間テレビ） - 秋田中継リポーター
- クボタ民謡お国めぐり
- テレポートあきた
- JAみどりの広場
- スーパーSUNサンまる
- お昼のFNNニュース（FNNニュースレポート11:30→FNNスピーク）の県内ローカルニュースパート
- 悠遊奥様倶楽部